# Rougemont (Vaud)
Rougemont (hist. Rötschmund, Retschmund) – miejscowość i gmina (commune) w zachodniej Szwajcarii, w kantonie Vaud, w okręgu (district) Riviera-Pays-d’Enhaut. Leży nad rzeką Sarine.

## Demografia
W Rougemont mieszka 829 osób. W 2021 roku 34% populacji gminy stanowiły osoby urodzone poza Szwajcarią.

## Transport
Przez teren gminy przebiega droga główna nr 11.